# Sal Khan
Salman Amin Khan (sinh ngày 11 tháng 10 năm 1976), thường được biết đến với tên gọi Sal Khan, là một nhà giáo dục người Mỹ, nhà sáng lập của Khan Academy, một nền tảng giáo dục trực tuyến miễn phí cũng như một tổ chức phi lợi nhuận mà qua đó ông đã sản xuất hơn 6.500 video bài học về một loạt các môn học, ban đầu tập trung vào toán học và khoa học. Ông cũng là nhà sáng lập của Khan Lab School, một ngôi trường có liên hệ với Khan Academy.
Tính đến  tháng 7 năm 2021, kênh YouTube của Khan Academy có 6,73 triệu người đăng ký và tổng cộng 1,89 tỉ lượt xem video. Năm 2012, Sal Khan lọt vào danh sách 100 nhân vật có sức ảnh hưởng lớn nhất thế giới của Time. Cũng trong năm đó, ông xuất hiện trên trang bìa của Forbes.